# ولوو اف‌ئی
ولوو اف‌ئی (انگلیسی: Volvo FE) یک کامیون متوسط است که توسط شرکت ولوو تراکس از سال ۲۰۰۶ تولید می‌شود و اکنون در نسل دوم خود قرار دارد. اف‌ئی در نسخه‌های مختلف ثابت و یک نسخه تراکتور (کشنده) در سه کلاس وزنی موجود است. 
نسل اول اف‌ئی که در سال ۲۰۰۶ معرفی شد. ولوو اف‌ئی موتور و گیربکس‌های مشابهی با ولوو اف‌ال دارد و نسخه موتور آن شامل ۳۲۰ اسب بخار (۲۳۹ کیلووات) می‌شود. اتاق‌های اف‌ئی بی‌دماغ از نوع اتاق روز (بدون تخت خواب) و اتاق تخت خواب‌دار هستند. همه اتاق‌ها طبق تست تصادف سوئدی و سخت‌ترین تست‌های مانع و ضربه سر ولوو تست و تأیید شده‌اند. یک اف‌ئی طراحی‌مجدد در می ۲۰۱۳ معرفی شد. 

### نگارخانه

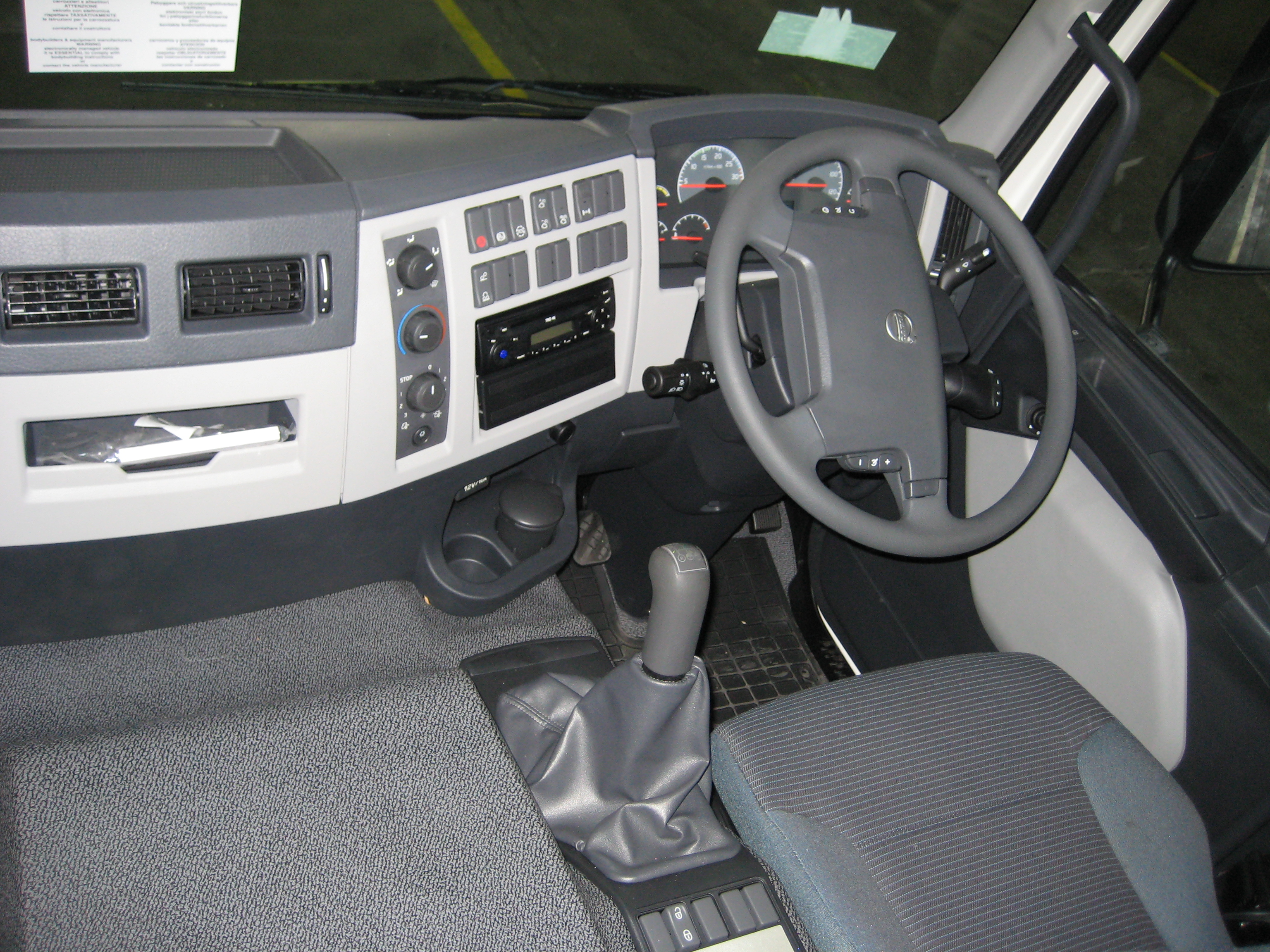
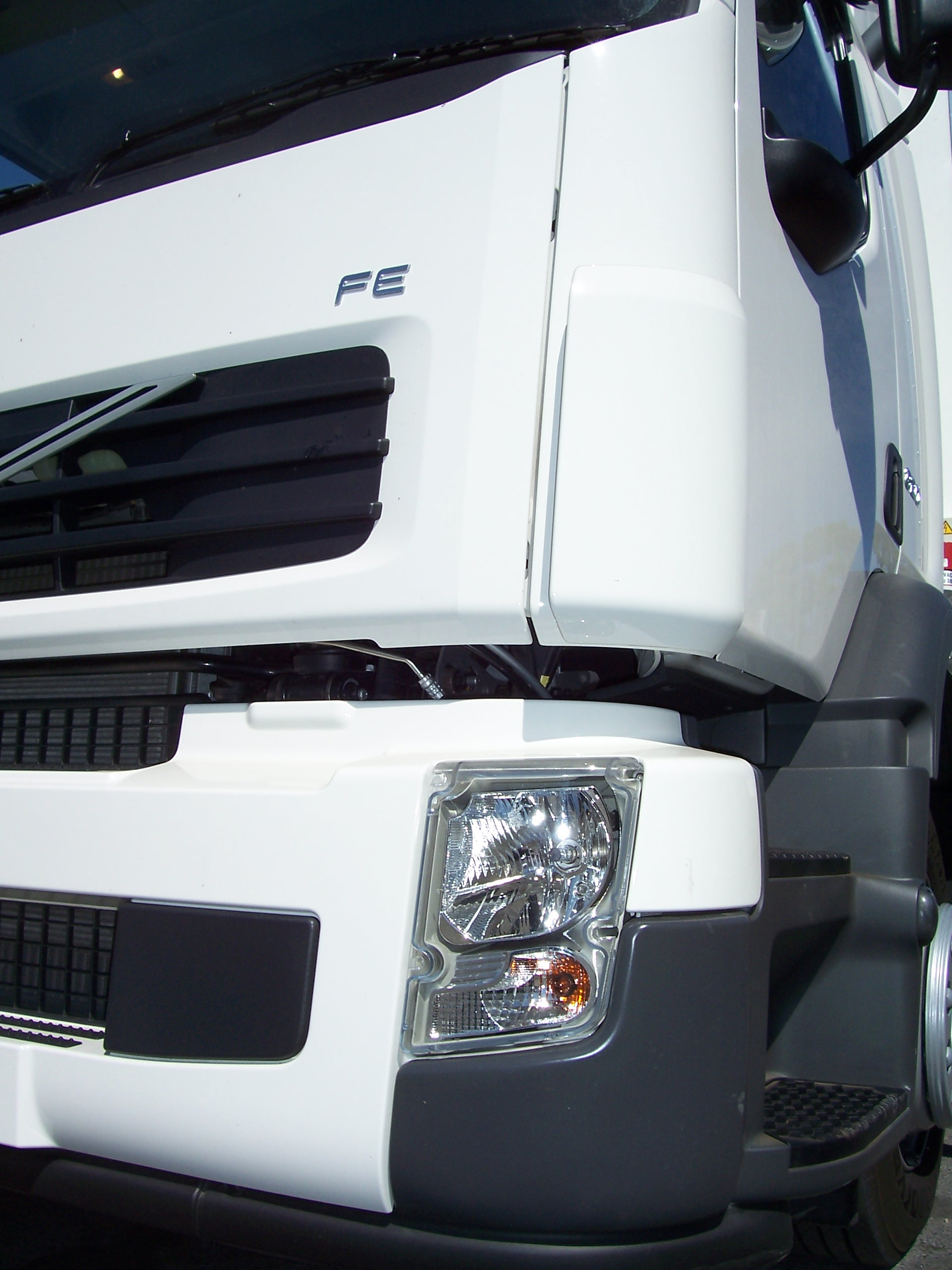
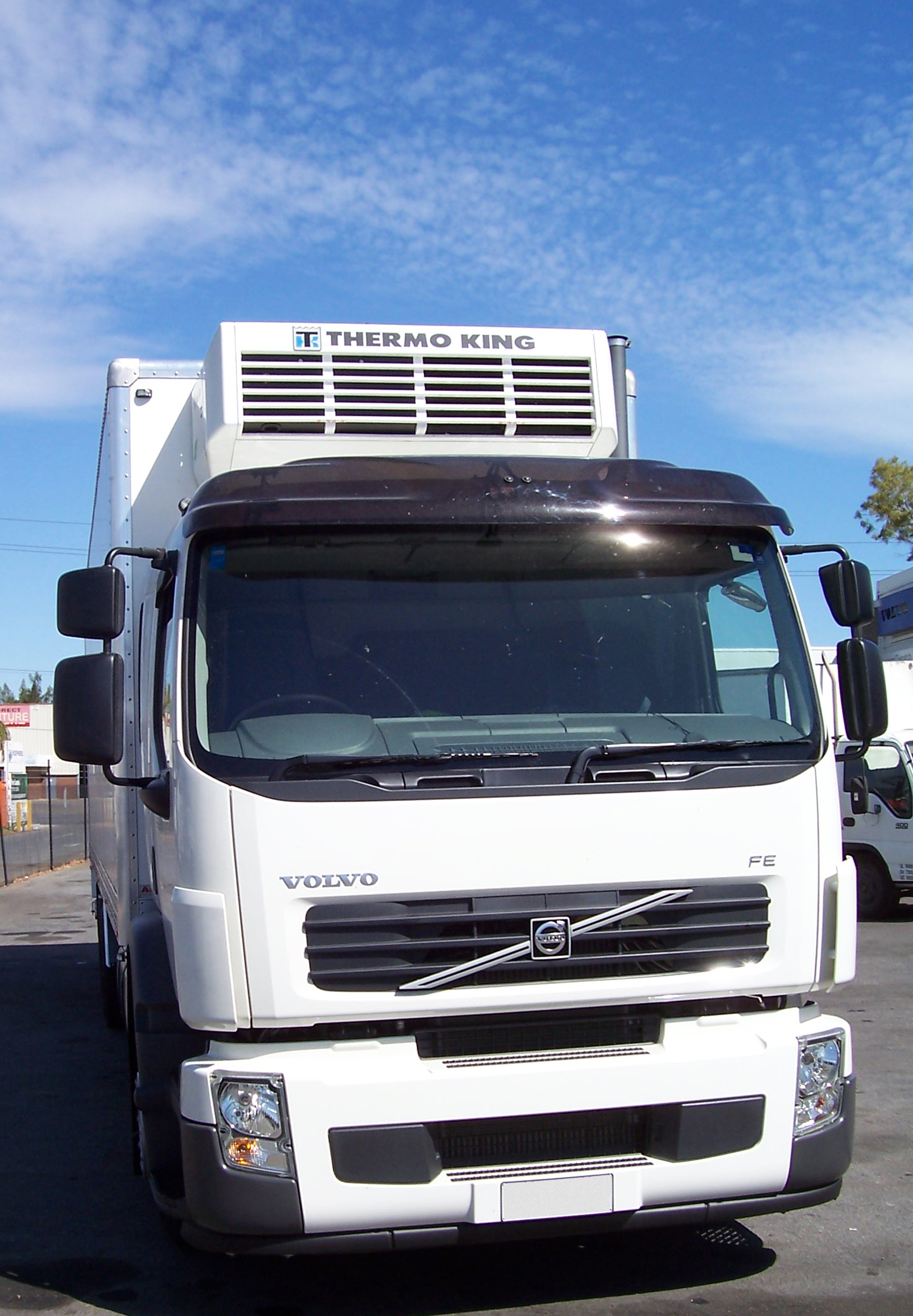